# Арланова Валерія Юріївна
Валерія Юріївна Арланова (біл. Вале́рыя Ю́р'еўна Арланава; нар.. 5 квітня 1971, Молодечно, Білоруська РСР, СРСР) — білоруська актриса кіно і театру, провідний майстер сцени Театру-студії кіноактора в Мінську. Заслужена артистка Республіки Білорусь.

## Біографія
Народилася в Молодечно Білоруської РСР 5 квітня 1971 року.
З відзнакою закінчила середню школу. Потім навчалася на акторському відділенні Білоруської академії мистецтв. Працювала актрисою в Республіканському театрі білоруської драми «Вільна сцена», грала у виставах Національного академічного театру імені Янки Купали, Мінського обласного драматичного театру. З 1996 року працює в Театрі-студії кіноактора Білоруської національної кіностудії" Білорусьфільм.

## Фільмографія

### Художні фільми та телесеріали
- 1993 — Дафніс і Хлоя — Климена
- 1995 — Пейзаж з трьома купальницями
- 1996 — Птахи без гнізд
- 1997 — Біг від смерті
- 1997 — Гра в хованки (короткометражний фільм)
- 2000 — Алхіміки
- 2000 — Каменська: Смерть і трохи любові —  Самикіна
- 2001 — Подаруй мені місячне сяйво — ассистентка Сергія
- 2001 — Поводир — Саша
- 2002 — Подружка осінь
- 2004 —  Вам — завдання —  Ольга
- 2004 —  Чоловіки не плачуть
- 2005 — Дунечка —  Валентина, мама Дунечки
- 2006 — Римується з любов'ю —  Світлана
- 2006 —  Спокуса —  Ольга Василевич
- 2006 — Кактус і Олена
- 2008 —  Важкий пісок —  Галина Сташенок
- 2008 —  Здивуй мене —  Олена
- 2010 —  Замах —  Зоя Михайлівна («Зізі»), акомпаніаторка
- 2010 —  Моя любов —  Настя, дружина Теслова
- 2010 —  Любов Надії —  Ксенія
- 2011 — Кращий друг сім'ї —  Ніна Максимівна
- 2011 —  Німець —  Анюта
- 2012 — Псевдонім «Албанець» 4
- 2012 —  Справи сімейні
- 2012 — Смерть шпигунам! Операція «Ударна хвиля» —  Ганна Шабаліна
- 2012 — Самотній острів
- 2015 — В тісноті,та не в образі

## Призи та нагороди
- Приз «За найкращу жіночу роль» у фільмі «Поводир» (режисер А. Єфремов) на 4-му Міжнародному кінофестивалі «БРИГАНТИНА-2001» та 1-му Міжнародному фестивалі професійних кадрів кіно (2001 р., м. Брянськ, Україна);
- Приз глядацьких симпатій за роль у фільмі «Поводир» (реж. А. Єфремов) на VIII Міжнародному кінофестивалі країн співдружності незалежних держав і Балтії «Листопад-2001»;
- Спеціальний приз газети «Радянська Білорусія» найчарівнішій кіноактрисі року (2001 р.);
- Стипендіат спеціального фонду Президента Республіки Білорусь з підтримки творчої інтелігенції (до 40 років) (головна роль у виставі «Дуже проста історія» за п'єсою М. Ладо) — 2005 р.;
- Медаль Франциска Скорини (2011 р.).